# Missões diplomáticas de Brunei

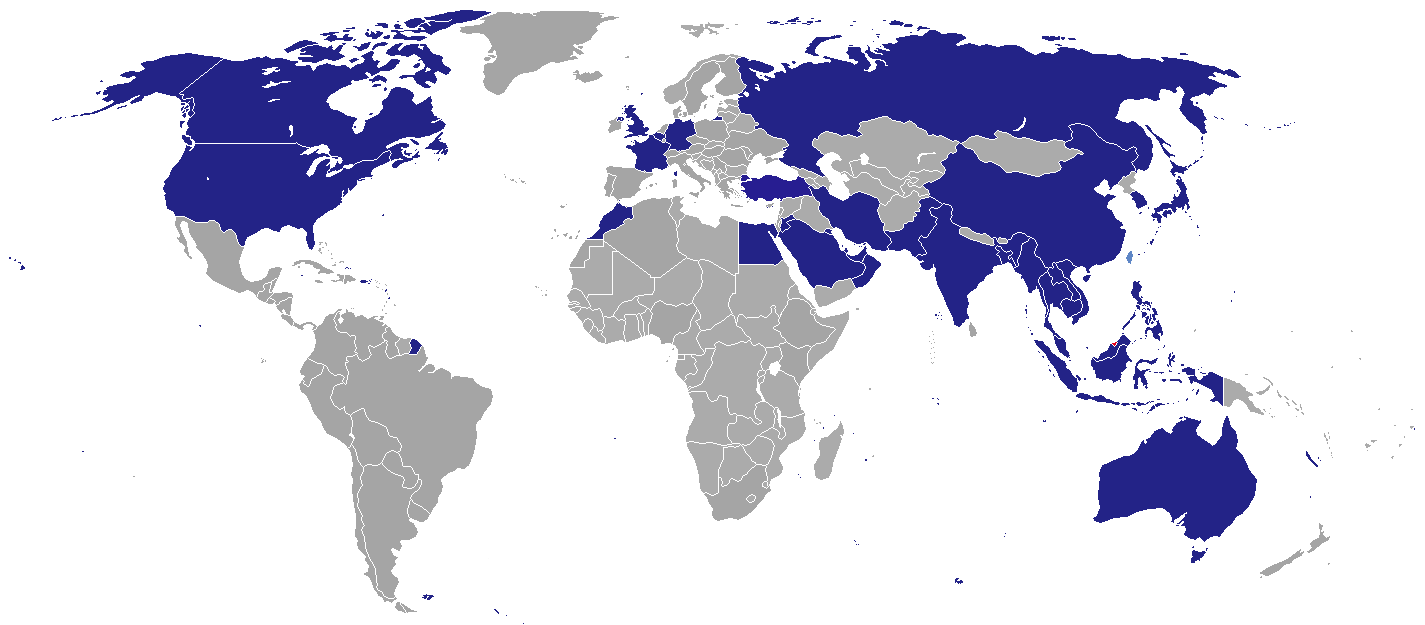
Mapa das missões diplomáticas de Brunei.

Abaixo se encontram as embaixadas e consulados de Brunei:

## Europa

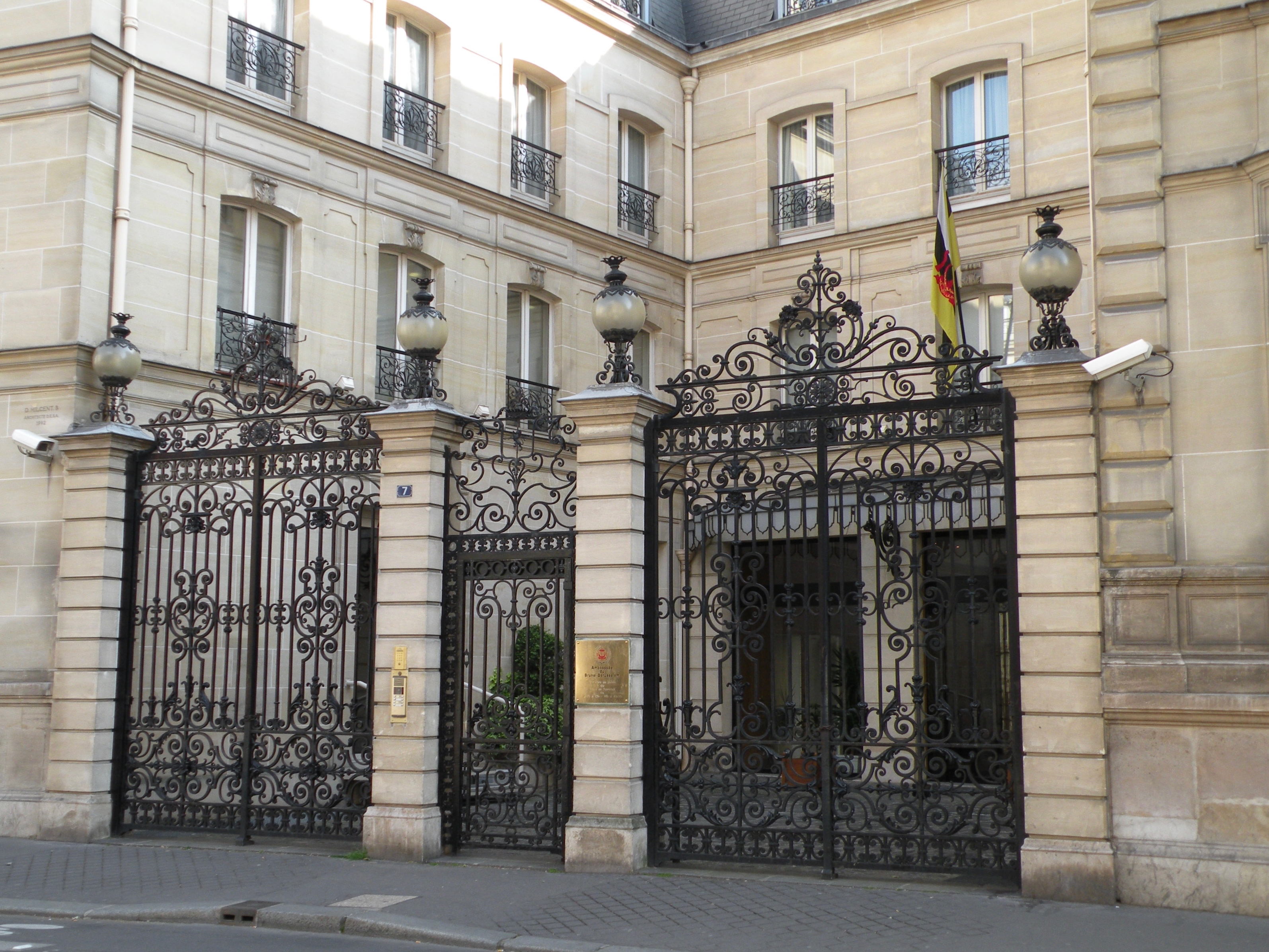
Embaixada de Brunei em Paris.

- Alemanha
  - Berlim (Embaixada)
- Bélgica
  - Bruxelas (Embaixada)
- França
  - Paris (Embaixada)
- Reino Unido
  - Londres (Alto Comissariado)
- Rússia
  - Moscou (Embaixada)

## América

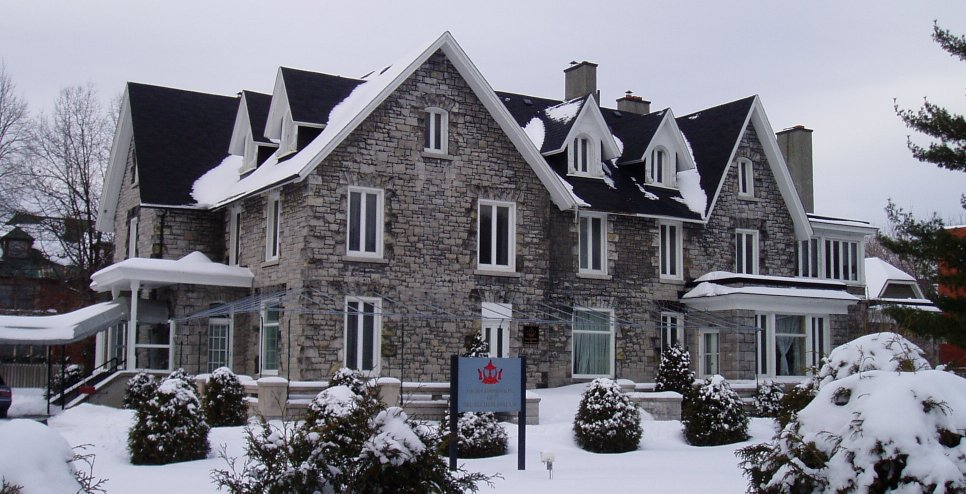
Alto Comissariado de Brunei em Ottawa.

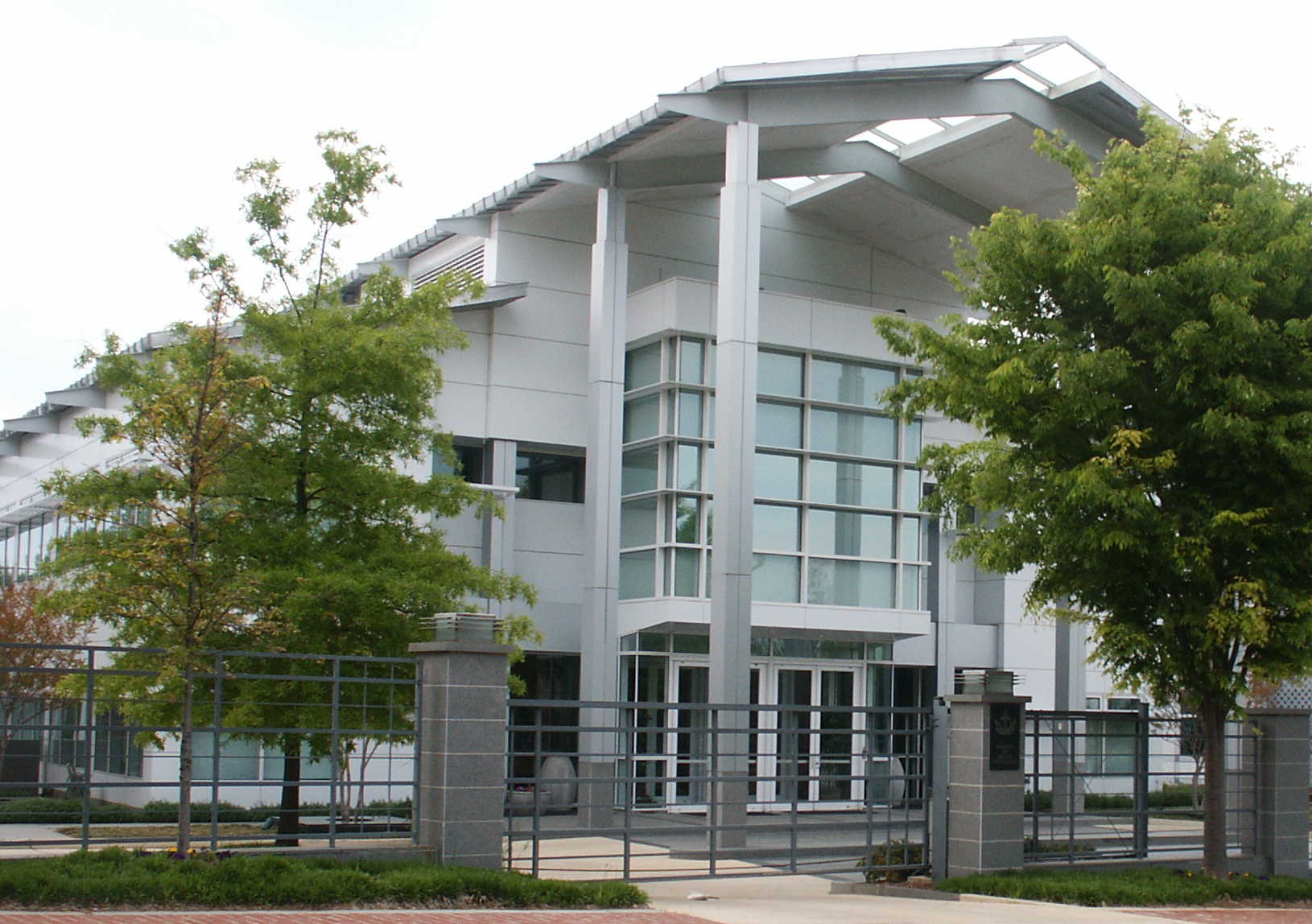
Embaixada de Brunei em Washington, D.C.

- Canadá
  - Ottawa (Alto Comissariado)
- Estados Unidos
  - Washington, D.C. (Embaixada)

## Oriente Médio
- Arábia Saudita
  - Riade (Embaixada)
  - Jidá (Consulado-Geral)
- Bahrein
  - Manama (Embaixada)
- Emirados Árabes Unidos
  - Abu Dhabi (Embaixada)
- Irão
  - Teerã (Embaixada)
- Jordânia
  - Amã (Embaixada)
- Omã
  - Mascate (Embaixada)
- Catar
  - Doha (Embaixada)

## África
- Egito
  - Cairo (Embaixada)
- Marrocos
  - Rabat (Embaixada)

## Ásia
- Bangladesh
  - Daca (Alto Comissariado)
- Camboja
  - Phnom Penh (Embaixada)
- China
  - Pequim (Embaixada)
  - Hong Kong (Consulado-Geral)
- Coreia do Sul
  - Seul (Embaixada)
- Filipinas
  - Manila (Embaixada)
- Índia
  - Nova Deli (Alto Comissariado)
- Indonésia
  - Jacarta (Embaixada)
- Japão
  - Tóquio (Embaixada)
- Laos
  - Vienciana (Embaixada)
- Malásia
  - Kuala Lumpur (Alto Comissariado)
  - Kuching (Consulado-Geral)
  - Kota Kinabalu (Consulado-Geral)
- Myanmar
  - Yangon (Embaixada)
- Paquistão
  - Islamabad (Alto Comissariado)
- Taiwan
  - Taipei (Escritório de comércio e turismo)
- Singapura
  - Singapura (Alto Comissariado)
- Sri Lanka
  - Colombo (Embaixada)
- Tailândia
  - Banguecoque (Embaixada)
- Vietname
  - Hanói (Embaixada)

## Oceania

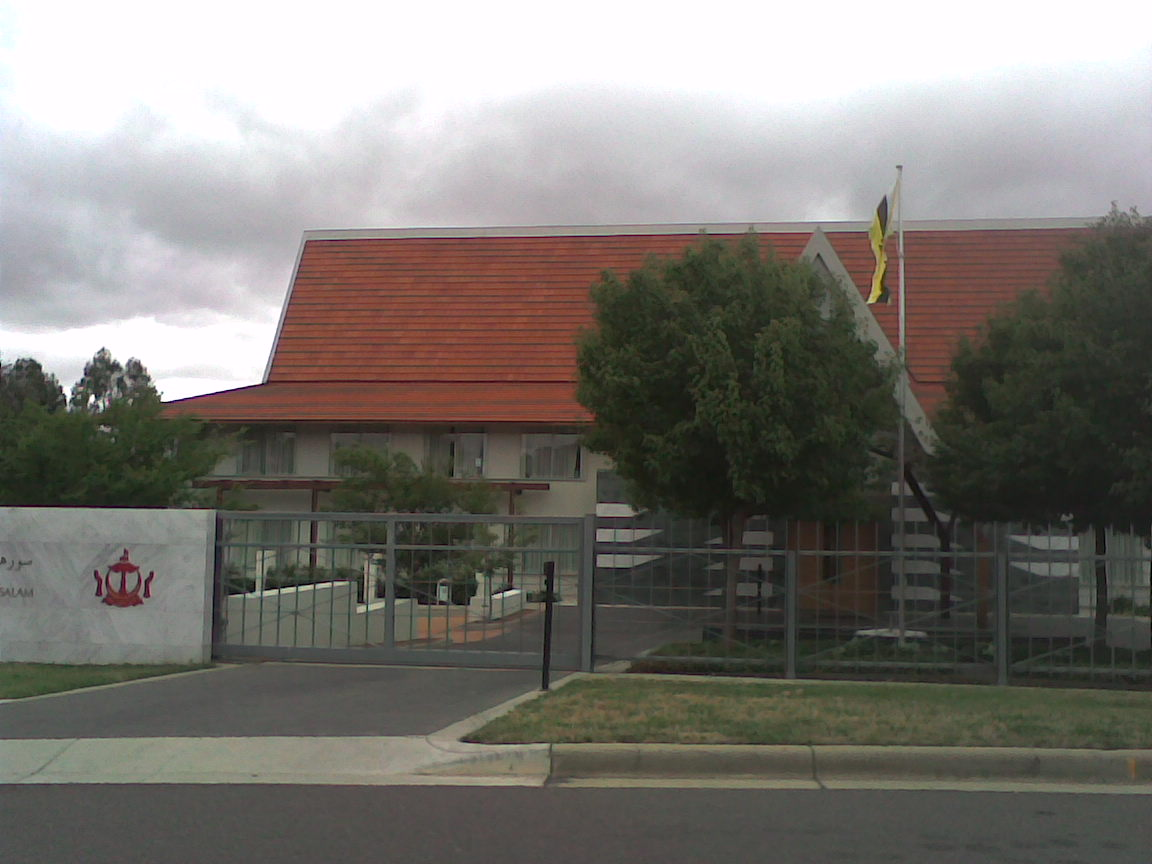
Alto Comissariado de Brunei em Camberra.

- Austrália
  - Camberra (Alto Comissariado)

## Organizações Multilaterais
- Genebra (Missão Permanente de Brunei ante as Nações Unidas e outras organizações internacionais)
- Nova Iorque (Missão Permanente de Brunei ante as Nações Unidas)